# Depressão de Fambaque
A depressão de Fambaque (em armênio: Փամբակի գոգավորություն, P’ambaki gogavorut’yun), também chamada vale de Fambaque (Փամբակի հովիտ, P’ambaki hovit) ou planície de Fambaque (Փամբակի Դաշտ), é uma depressão da província de Lorri, na Armênia.

## Geografia
A depressão está no vale do rio Fambaque, entre as montanhas Fambaque e Bazum. Se estende do passo de Jajur, a nordeste de Guiumri, até a aldeia de Margacovite, 15 quilômetros a oeste de Dilijã, por cerca de 42 quilômetros. Compreende uma área de 92,4 quilômetros quadrados e está a 1 300-1 600 metros de altitude. Sua porção ocidental é uma depressão larga (5-6 quilômetros) com um fundo de 1-3 quilômetros de largura. A parte norte estreita gradualmente. É preenchida com sedimentos lacustres e fluviais quaternários do Neogeno, onde terraços e grandes cones se formaram em alguns lugares. É rica em águas superficiais, florestas e vegetação.

## História
Em tempos antigos, a depressão foi comumente referida como "vale de Bambaque". Vardanes de Arevel (século XIII) e o historiador georgiano Vacusti de Cártlia (século XVIII) atestaram esse nome. Vardanes, por conseguinte, foi o primeiro a identificá-la com a antiga com o antigo distrito (gavar de Taxir, da província de Gogarena do Reino da Armênia. No final do século XIX, havia 34 aldeias, das quais 25 eram armênias, sete eram turcas e duas russas.